# Iglesia de San Pedro (Tiberíades)

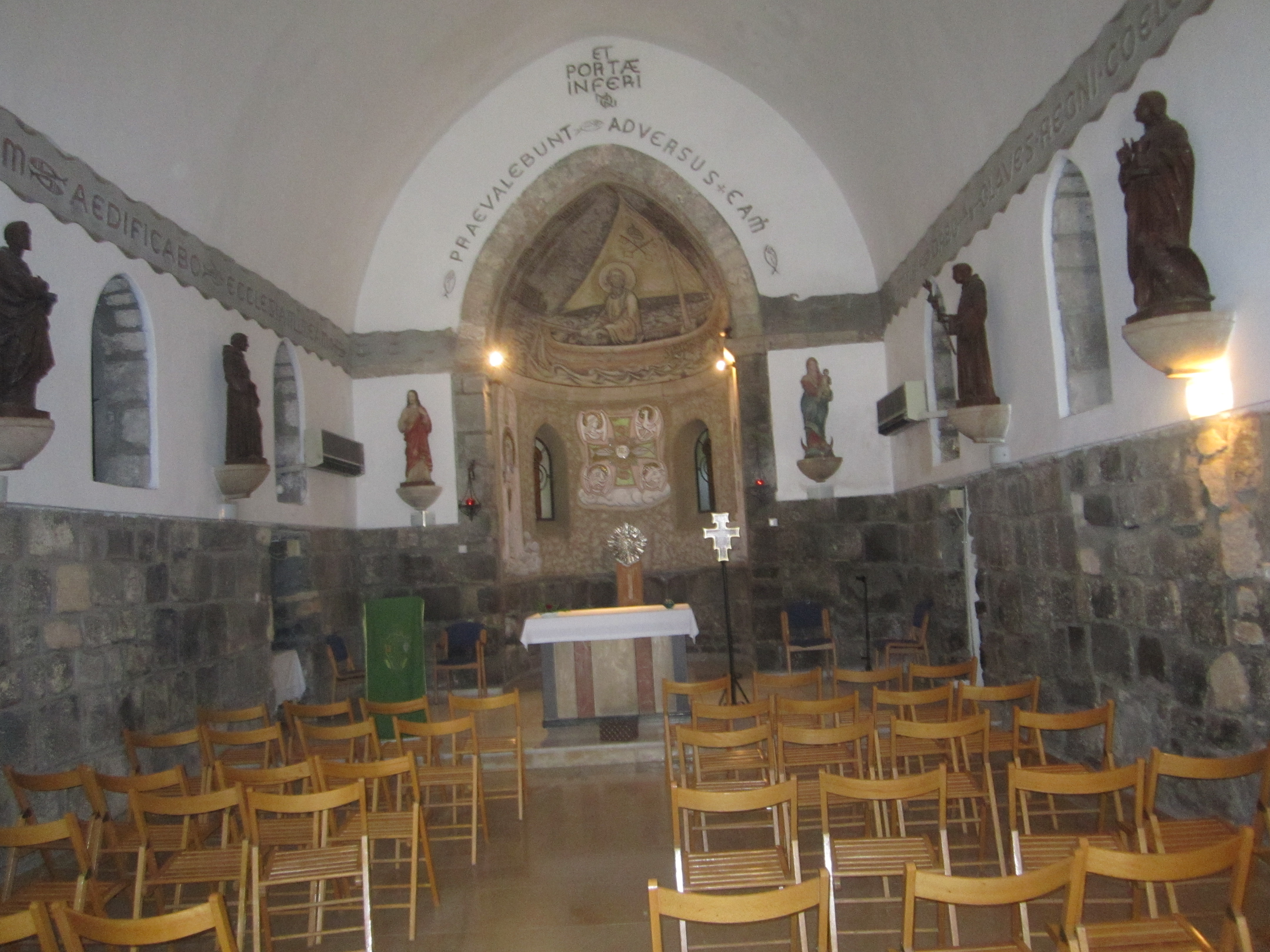
Vista interna

La iglesia de San Pedro (en hebreo: כנסיית פטרוס הקדוש‎; en latín: Ecclesia Sancti Petri) es una iglesia católica ubicada en la ciudad de Tiberíades, en la orilla occidental del mar de Galilea, al norte de Israel. La iglesia lleva el nombre de San Pedro, uno de los apóstoles de Jesús, ya que, según la tradición católica, se encuentra en el lugar donde solía faenar Simón bar-Jona (Simón Pedro), quien era pescador residente del lugar.

## Descripción
La iglesia fue fundada a principios del siglo XII por los cruzados. Con la conquista de Tiberíades por los musulmanes después de la derrota cristiana en la batalla de Hattin, en 1187, se convirtió en una mezquita.
Durante el siglo XVIII, se renovó el interés de la Orden Franciscana por la iglesia, quien tomó el control de ella, dando comienzo a una peregrinación anual, primero en la fiesta de San Pedro y luego de forma permanente. En 1833, fue traída al edificio una réplica exacta de la estatua de San Pedro que existe en el Vaticano, realizada por Arnolfo di Cambio, y, en 1847, se erigió un monasterio adyacente a la iglesia. En 1870, se construyó la fachada actual del templo. Tras la Segunda Guerra Mundial, se levantó un muro conmemorativo que representa diversos temas relacionados con la Iglesia católica en Polonia, y la imagen central de la Virgen Negra de Czestochowa.